# Auguste De Winne
August(e) De Winne ou Dewinne (1861-1935) est un journaliste, écrivain et homme politique belge membre du P.O.B.

## Biographie
D'origine flamande — ses parents avaient quitté Ninove pour Bruxelles —, Auguste de Winne fut pendant une courte période enseignant, puis entra au quotidien socialiste Le Peuple dont il devint le rédacteur en chef et le directeur. Il publia en 1902 À travers les Flandres, célèbre récit décrivant la profonde misère de la Flandre au début du XXe siècle. Il fut aussi échevin des Affaires sociales de Saint-Gilles.

## Publications
- Le Socialisme à la commune : Roubaix, trois années d'administration ouvrière, 1895
- Le Vooruit et ses détracteurs, 1896 [(fr) lire en ligne (page consultée le 15 mai 2016)]
- Les Grands Magasins, 1897
- Les Anglais et les Boers dans l'Afrique australe, 1900
- À travers les Flandres, 1902
- Door arm Vlaanderen, 1903 [(nl) lire en ligne (page consultée le 15 mai 2016)]
- Émile Vandervelde : l'homme et son œuvre, 1928 (avec Louis De Brouckère, René Jadot, Louis Piérard, Albéric Deswarte, Arthur Wauters, Joseph Saxe et Jules Messinne)

Articles
- « La Coopération en Belgique », Le Mouvement socialiste, no 16,‎ 1er septembre 1899, p. 280-290 (lire en ligne, consulté le 15 mai 2016)
- « La Coopération en Belgique », Le Mouvement socialiste, no 17,‎ 15 septembre 1899, p. 355-367 (lire en ligne, consulté le 15 mai 2016)

Traduction du néerlandais
- Rienzi (nl), L'Anarchisme, 1893